# CONCACAF Nations League
De CONCACAF Nations League is een internationale voetbalcompetitie van de CONCACAF, de voetbalbond van gebieden in en rond Noord-, Midden- en een gedeelte van Zuid-Amerika.
Het voetbaltoernooi is opgericht in 2018. Het toernooi vervangt de vriendschappelijke interlands. De competitie werd voor het eerst gehouden in 2019/2020. Vooraf werd een kwalificatietoernooi gespeeld tussen september 2018 en maart 2019. Dit kwalificatietoernooi werd gehouden om te bepalen in welke divisie elk land zou starten.

## Opzet
Aan de kwalificatie deden 34 landen mee, die landen werden verdeeld over drie divisies (A, B en C). Binnen iedere divisie werden 12 landen weer verdeeld over 4 groepen. De winnaars uit de poules van groep A spelen een halve finale en finale. De landen die laatste eindigden in hun poule degradeerden naar een lagere divisie. 
|  |  |

## Overzicht
|                 |                  |                  |            |        |          |              |                  |
| 2019–20 Details | Verenigde Staten | Verenigde Staten | 3–2 (n.v.) | Mexico | Honduras | 2–2 (P. 5–4) | Costa Rica       |
| 2022–23 Details | Verenigde Staten | Verenigde Staten | 2–0        | Canada | Mexico   | 1–0          | Panama           |
| 2023–24 Details | Verenigde Staten | Verenigde Staten | 2–0        | Mexico | Jamaica  | 1–0          | Panama           |
| 2024–25 Details | Verenigde Staten | Mexico           | 2–1        | Panama | Canada   | 2–1          | Verenigde Staten |